# Sân bay Kristiansund, Kvernberget
Sân bay Kristiansund, Kvernberget (IATA: KSU, ICAO: ENKB) (tiếng Na Uy: Kristiansund lufthavn, Kvernberget) là một sân bay quốc tế ở gần ngọn núi Kvernberget, cách trung tâm Kristiansund 10 km ở hạt Møre og Romsdal, Na Uy. Sân bay này được khai trương năm 1970. Năm 2005, sân bay này đã phục vụ 308.802 lượt khách. Sân bay này cũng phục vụ máy bay trực thăng khai thác dầu khí ngoài khơi Na Uy.
Sân bay Kvernberget được khai trương năm 1970 phục vụ khu vực phía bắc của hạt Møre og Romsdal: Nordmøre và Romsdal. Nhưng năm 1972 Molde, thủ phủ của Romsdal, đã mở sân bay riêng.
Năm 2006, nhà ga được nâng cấp xong. Đến năm 2010, đường băng sẽ được kéo dài thành 2400 m để phục vụ máy bay lớn hơn.

## Các hãng hàng không và các tuyến bay
- Scandinavian Airlines (Bergen, Haugesund, Kristiansand, Oslo, Stavanger)
- Direktflyg (Trondheim)

### Thuê bao
- Adria Airways (Ljubljana)

### Trực thăng
- CHC Helikopter Service (Heidrun, Draugen, Åsgard A, Åsgard B, West Alpha, Scarabeo 5, Deep Sea Bergen, Njord, Stril Poseidon)
- Norsk Helikopter (Draugen)

### Vận chuyển hàng hóa
- Lufttransport (Oslo)